# Parides childrenae
Parides childrenae är en fjärilsart som först beskrevs av Gray 1832.  Parides childrenae ingår i släktet Parides och familjen riddarfjärilar. Inga underarter finns listade i Catalogue of Life.

## Bildgalleri

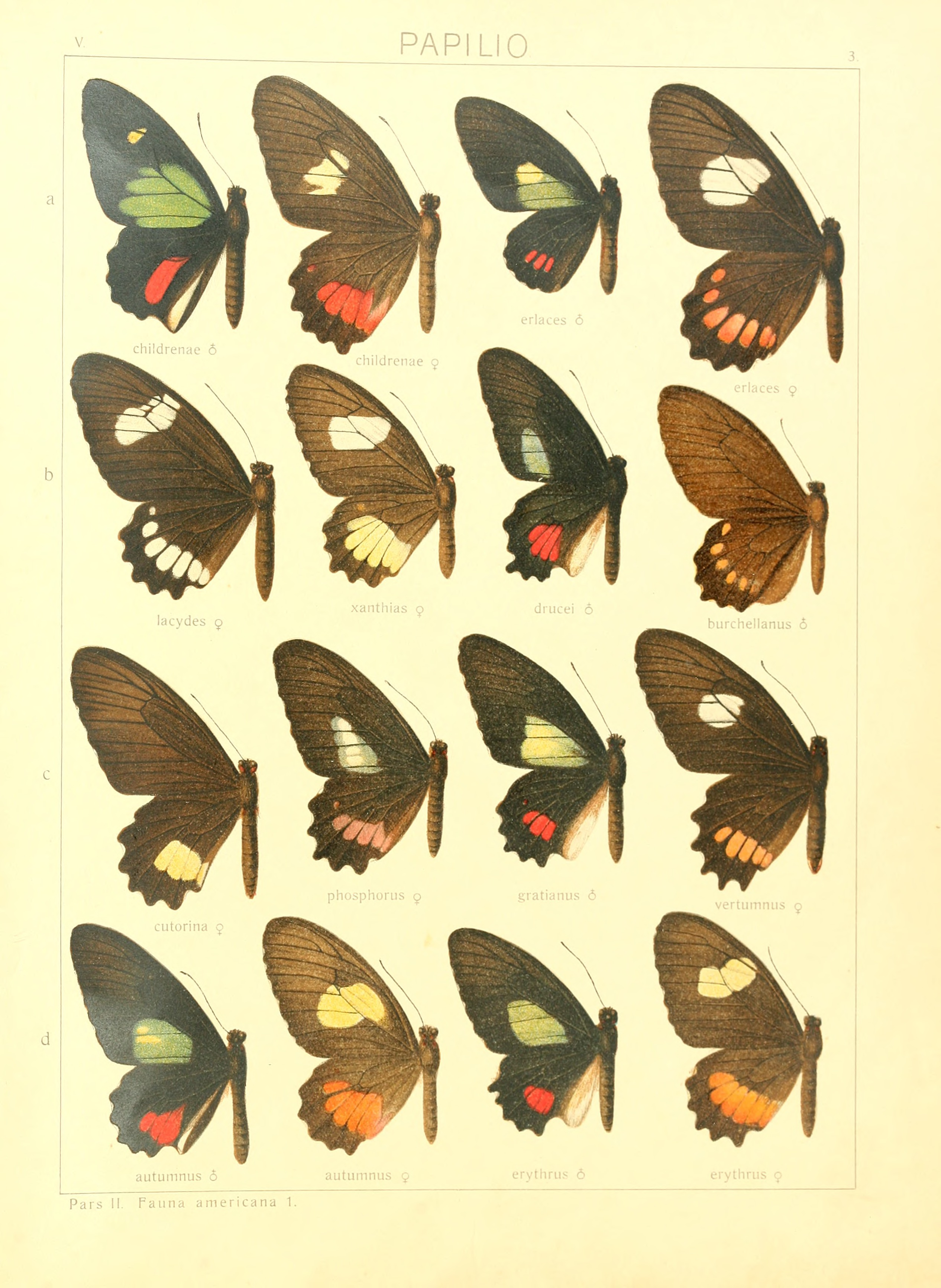
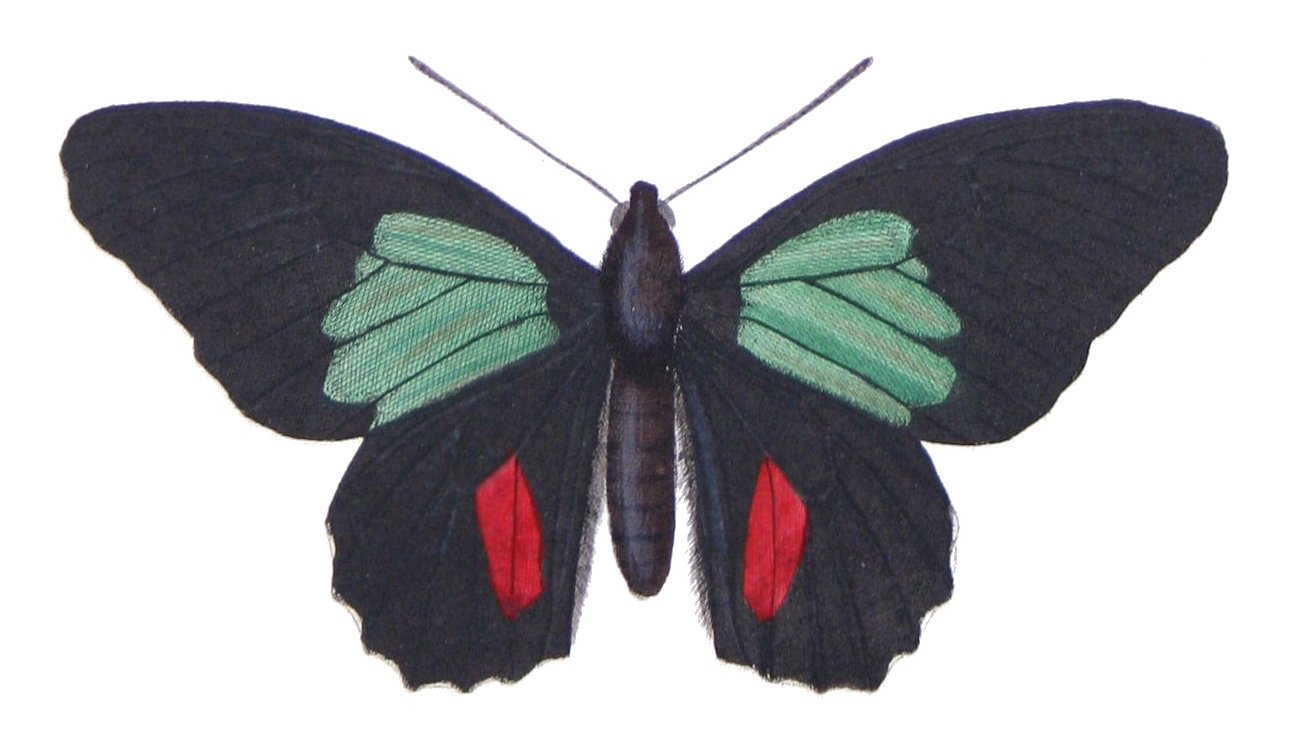